# Cestrum moaense
Cestrum moaense är en potatisväxtart som beskrevs av A. Borhidi och O. Muniz. Cestrum moaense ingår i släktet Cestrum och familjen potatisväxter. Inga underarter finns listade i Catalogue of Life.